# لاري بويي (لاعب كرة قدم أمريكية)
لاري بويي (بالإنجليزية: Larry Bowie)‏ هو لاعب كرة قدم أمريكية أمريكي، ولد في 13 أكتوبر 1939 في Pike, West Virginia ‏ في الولايات المتحدة، وتوفي في 31 ديسمبر 2012 في ماهتوميدي في الولايات المتحدة.

## وصلات خارجية
- لاري بويي على موقع مرجع كرة القدم المحترفة.كوم (الإنجليزية)